# Луиза Ройс цу Грайц
Луиза Каролина Ройс цу Грайц (на немски: Luise Caroline Reuß zu Greiz; * 3 декември 1822, Грайц; † 28 май 1875, Ернстбрун, Австрия) е принцеса от старата линия от княжеския род Дом Ройс‎ в Ройс-Грайц и чрез женитби принцеса на Саксония-Алтенбург и на Ройс-Кьостриц. Тя е майка на царица Елеонора Българска.

## Произход
Тя е голямата дъщеря на княз Хайнрих XIX Ройс-Грайц (1790 – 1836) и съпругата му принцеса Гаспарина дьо Рохан-Рошфор (1798 – 1871). По-малката ѝ сестра Елизабет (1824 – 1861) се омъжва през 1844 г. за княз Карл Егон III фон Фюрстенберг (1820 – 1892).

## Фамилия
Първи брак: 8 март 1842 г. в Грайц с принц Едуард фон Саксония-Алтенбург (1804 – 1852), най-малкият син на херцог Фридрих фон Саксония-Хилдбургхаузен (1780 – 1826) и принцеса Шарлота Георгина Луиза фон Мекленбург-Щрелиц (1769 – 1818). Тя е втората му съпруга. Те имат две деца:
- Алберт Хайнрих Йозеф Карл Виктор Георг Фридрих (1843 – 1902)

∞ 1. 1885 принцеса Мария Пруска (1855 – 1888)
∞ 2. 1891 херцогиня Хелена фон Мекленбург-Щрелиц (1857 – 1936)
- Мария Гаспарина Амалия Антоанета Каролина Шарлота Елизабет Луиза (1845 – 1930)

∞ 1869 княз Карл Гюнтер фон Шварцбург-Зондерсхаузен (1830 – 1909)
Втори брак: 27 декември 1854 г. в Грайц с княз Хайнрих IV Ройс-Кьостриц (1821 – 1894). Те имат децата:
- Хайнрих XXIV (1855 – 1910), композитор

∞ 1884 принцеса Елизабет Ройс цу Кьостриц (1860 – 1931)
- син (*/† 1856)
- син (*/† 1858)
- Елеонора Каролина Каспарина Луиза (царица Елеонора Българска) (1860 – 1917)

∞ на 28 февруари 1908 г. в Кобург за цар Фердинанд I от България (1861 – 1948)
- син (*/† 1861)
- Хелена (1864 – 1876)
- Елизабет Йохана Августа Доротея (1865 – 1937)